# Need for Speed: Carbon
Need for Speed: Carbon is een computerspel uit de Need for Speed-serie. De game is sinds 3 november 2006 op de markt voor de pc en verschillende consoles.
Een handheld-serie voor de PlayStation Portable, Nintendo DS en de Game Boy Advance, Need for Speed: Carbon Own the City genaamd, heeft een ander verhaallijn dan het oorspronkelijke spel.
De serie is een race-game waarbij het gaat om illegale straatraces, het tunen (bewerken) van de auto en het verkrijgen van een reputatie. Om een auto te tunen moet de speler bepaalde onderdelen vrijspelen, door bijvoorbeeld gebieden te veroveren of een race te winnen. Er zijn 3 klassen binnen de 3 soorten (Tuner, Exotic, Muscle): Serie 1, Serie 2 en Serie 3. Naarmate men het spel verder uitspeelt kan men betere auto's kopen. Als de speler voorbij een bepaald punt in het spel raakt, heeft hij een nieuwe serie auto's vrijgespeeld: een nieuwe serie is sneller, beter en duurder.
Het nieuwe van carbon zijn de canyon-races en het teamracen; bij de eerste gaat het erom zo dicht mogelijk achter de tegenstander te blijven. In het tweede deel van de race zijn de rollen omgedraaid en moet men juist voorblijven. Wie het dichtst op zijn tegenstander blijft racen zonder te crashen wint. Bij het teamracen is het idee dat er een crew is die helpt op en buiten het circuit. Er zijn drie verschillende teamleden die men kan hebben: Scouts, Drafters en Blockers.
- Scouts zoeken de geheime wegen door het circuit en leiden de speler erdoor. De geheime wegen blijven aangegeven op de minimap
- Drafters kan de speler vragen voor hem te gaan rijden om zo hogere snelheden te bereiken
- Blockers kunnen tegenstanders tijdelijk blokkeren door in de weg te gaan rijden

Het remmen en sturen in dit speltype is zeer van belang vergeleken met eerdere Need for Speed spellen, omdat hier een kleine fout fataal kan zijn.

## Verhaallijn
De speler rijdt over een route die naar Palmont City gaat na het ontsnappen aan de politie van Rockport, als de herinnering van de speler teruggaat naar de race die hij 6 maanden geleden heeft gereden tegen Kenji, Angie, en Wolf. Doordat de politie aan het eind van de race plots kwam aanzetten heeft dit ertoe geleid dat de speler in alle haast de stad heeft moeten verlaten.
In het heden wordt de speler op weg naar de stad achtervolgd door de politieofficier Cross, die nu te werk gaat als premiejager. De achtervolging stopt als er ineens een vrachtwagen dwars op de weg staat en de speler zijn BMW M3 GTR (die de speler in Most Wanted weer heeft terugveroverd van Razor) kapotrijdt, maar voordat Cross de speler kan oppakken komt Darius met zijn team opdagen. Darius stuurt Cross weg terwijl Nikki (bekende van de speler) komt opdagen, die niet blij is dat hij de stad heeft verlaten.
Darius vertelt de speler dat hij niet weet wat er op de avond van zijn vertrek is gebeurd en dat hij nog geld tegoed heeft van de speler. Hij zegt dat Nikki hem kan helpen om zijn reputatie weer terug te krijgen, Nikki protesteert eerst nog maar Darius' besluit staat vast. Nikki laat de speler een auto kiezen en Neville wordt het eerste teamlid van de speler. De speler moet met behulp van zijn team de gebieden van Kenji (Downtown), Angie (Kempton), en Wolf (Fortuna) veroveren. Telkens als de speler een van de 3 verslaat komt een van hun team zich bij het team van de speler aansluiten en vertellen ze hun kant van wat er die avond gebeurd is.
Met de 3 gebieden in zijn bezit wordt de speler door Darius uitgenodigd voor een beloning. Eenmaal aangekomen blijkt dat Darius de speler eerder in het verhaal alleen van Cross gered heeft om hem te gebruiken en de hele stad in zijn bezit te krijgen. Darius gaat weg met de gedachte dat de racer nu is gearresteerd, maar hij weet niet dat Nikki met Cross een deal heeft gesloten om het eerlijk te doen en de speler eerst met Darius te laten racen, omdat bleek dat hij voor de chaos had gezorgd, door de politie in te lichten, toen de speler een half jaar geleden wegging om er vervolgens beter van te worden. Zodra Darius hiervan hoort huurt hij Kenji, Angie, en Wolf (de leiders van de door de speler overgenomen gebieden) in om te verhinderen dat de speler zijn reputatie verder kan terugkrijgen en zijn gebied overneemt.
Na de races in het gebied gewonnen te hebben en het team van Darius verslagen te hebben krijgt de speler de kans om tegen Darius te racen. Aan het eind van het spel overhandigt Darius zijn auto aan de speler en verlaat de stad nadat hij tegen de speler heeft gezegd:  "enjoy it while it lasts, there's always someone out there who's a little faster than you are, and sooner or later they're gonna catch up..." (geniet ervan zolang het kan, vroeg of laat staat er iemand op die net wat sneller zal zijn dan jij)

### Need for Speed: Carbon Own the City
De speler zit midden in een race met zijn broer Mick, wanneer Mick plotseling crasht en de speler tegen een grote truck rijdt. Later in het ziekenhuis lijdt de speler aan geheugenverlies en Sara, Micks vriendin, komt hem samen met Carter ophalen. Op een avond staan ze allen bij het graf van Mick en neemt de speler het besluit om Micks dood te wreken.
Hij komt er snel achter dat er nog een racer, genaamd Poorboy, in diezelfde race reed. Hij was echter niet de dader en beweerde tevens dat hij zelf bijna geraakt was. Later hoort de speler over EX, een gevaarlijk straatracer. EX zegt dat de racer Buddy het heeft gedaan. De speler komt Buddy tegen, maar Buddy zegt dat EX hem de opdracht gaf en dat hij de opdracht alleen aannam omdat hij geld nodig had.
De speler rijdt dan naar het C.O.R.P.S. gebied waar hij de leider MK uitdaagt en verslaat, het blijkt dat MK een undercover politieagent is, die graag EX uitschakelt en hij maakt een deal met de speler, als de speler van EX wint zal MK zijn mede agent roepen om EX op te pakken en de speler besluit daarna naar het gebied van de Krimson Crew te gaan, die door EX wordt geleid.
De speler gaat de strijd aan met EX en wint, maar uiteindelijk zegt Sara dat het het plan van de speler zelf was om Mick te vermoorden. Dit omdat Mick steeds gemener werd zelfs tegenover zijn eigen broertje (de speler).

## Evenementen
Er zijn 6 verschillende evenementen in Need for Speed: Carbon.
1. Circuit: de speler rijdt simpelweg een aantal ronden.
2. Sprint: geen ronden, maar van het ene punt naar het ander.
3. Drift: in dit evenement moet zo veel mogelijk gedrift worden.
4. Controlepostrace: van het ene checkpoint naar het ander binnen een tijdslimiet. Na elk checkpoint krijgt de speler nieuwe tijd plus de tijd die de speler overhad van het vorige gereden stuk.
5. Radar: er moet zo snel mogelijk langs flitspalen gereden te worden. De snelheid wordt opgeteld en degene met de meeste totale snelheid wint. Vanaf het moment dat de eerste speler is aangekomen bij het eindpunt, beginnen de andere spelers punten te verliezen.
6. Canyonduel: een race door de bergen op smalle wegen met scherpe bochten, hoe dichter op de tegenstander wordt gereden, hoe meer punten vergaard worden.
7. Knock-out per ronde: een circuit van 3 ronden, maar na elke ronde valt de laatste af (Need for Speed: Carbon Own the City alleen).
8. Hunter: Bots zo veel mogelijk tegen tegenstanders aan om punten te verdienen, degene die aan het einde van een aantal ronden de meeste punten heeft wint (Nintendo DS en Game Boy Advance versie alleen).

## Challenge-serie
Net als Need for Speed: Most Wanted heeft Need for Speed: Carbon de challenge-serie. Dit keer ook met Circuit, Sprint, Radar, Controlepostrace, Canyonduel en Drift.
Deze "challenges" (uitdagingen) zijn verdeeld in bronzen, zilveren en gouden uitdagingen. Wanneer de bronzen uitdaging succesvol is voltooid wordt de zilveren uitdaging vrijgespeeld; de zilveren uitdaging speelt de gouden vrij en wanneer goud wordt voltooid worden extra speciale dingen vrijgespeeld.

## Auto's

### Tuner Cars
- Mazda Speed3: serie 1
- Mazda RX7: serie 2
- Mazda RX8: serie 1
- Mitsubishi Eclipse GSX: serie 2
- Mitsubishi Eclipse GT: serie 2
- Mitsubishi Lancer Evolution IX MR: serie 3
- Nissan 240SX: serie 2
- Nissan 350Z: serie 3
- Nissan Skyline GT-R R34: serie 3
- Renault Clio V6: serie 2
- Subaru Impreza WRX STI: serie 3
- Toyota Supra: serie 3
- Volkswagen Golf R32: serie 2

### Exotic Cars
- Alfa Romeo Brera: serie 1
- Aston Martin DB9: serie 2
- Audi Le Mans Quatro: serie 3
- BMW M3 GTR: serie 3
- Ford GT: serie 3
- Jaguar XK: serie 2
- Koenigsegg CCX: serie 3
- Lamborghini Gallardo: serie 3
- Lamborghini Murcielago: serie 3
- Lamborghini Murcielago LP640: serie 3
- Lotus Elise: serie 2
- McLaren SLR: serie 3
- Mercedes-Benz CLK500: serie 1
- Mercedes-Benz SL65 AMG: serie 2
- Porsche Carrera GT: serie 3
- Porsche Cayman S: serie 2
- Pagani Zonda F: serie 3

### Muscle Cars
- Chevrolet Camaro Concept: serie 3
- Chevrolet Camaro SS: serie 1
- Chevrolet Chevelle SS: serie 2
- Corvette Z06: serie 3
- Chrysler 300C SRTS: serie 1
- Dodge Challenger Concept: serie 3
- Dodge Charger RT: serie 2'
- Dodge Charger SRTS: serie 2
- Dodge Viper SRT-10: serie 3
- Ford Mustang GT: serie 2
- Ford Shelby GT500 (07): serie 3
- Ford Shelby GT500 (67): serie 3
- Plymouth Hemi Cuda: : serie 3
- Vauxhall Monaro VXR: serie 2

### Speciale wagens
- Politie
  - Civic Cruiser
  - Interceptor
  - Rhino
- Brandweerauto
- Dumptruck
- Chevrolet Cobalt SS (Komt alleen voor in de Gameboy Advance, PSP en DS versie.)

## Soundtrack
1. - Ekstrak - Hard Drivers (3:23)
2. - Pharell - Show You How To Hustle (2:38)
3. - Part 2 feat. Fallacy - One Of Dem Days (Remix) (3:02)
4. - Spank Rock - What It Look Like (2:47)
5. - Tigarah - Girl Fight (Mr. D Hyphy Remix) (3:52)
6. - Sway - Hype Boys (4:14)
7. - Roots Manuva - No Love (3:55)
8. - Lady Sovereign - Love Me Or Hate Me (3:31)
9. - Grandmaster Flash And The Furious Five - Scorpio (4:53)
10. - Dyanamite MC - After Party (3:03)
11. - Dynamite MC - Bounce.mp3
12. - Eagles Of Death Metal - Don't Speak (I Came To Make A Bang!).mp3
13. - Priestess - I Am The Night, Color Me Black (3:15)
14. - Wolfmother - Joker And The Thief.mp3
15. - Valient Thorr - Heatseeker.mp3
16. - The Vacation - I'm No Good (2:51)
17. - The Bronx - Around The Horn.mp3
18. - Metro Riots - Three Small Faces.mp3
19. - Every Move A Picture - Signs Of Life (3:34)
20. - Kyuss - Hurricane.mp3
21. - Ladytron - Sugar (Jagz Kooner Remix).mp3
22. - Yonderboi - People Always Talk About The Weather (Junkie XL Remix) (4:35)
23. - Ladytron - Fighting In Built Up Areas (3:51)
24. - Gary Numan - Are 'Friends' Electric (5:24)
25. - Goldfrapp - Ride A White Horse (Serge Santiago Remix)(4:56)
26. - Tomas Andersson - Whashing Up (Tiga Remix) (4:02)
27. - The Presets - Steamworks (4:02)
28. - Tiga - Good As Gold (6:13)
29. - Vitalic - My Friend Dario (3:22)
30. - Melody - Feel The Rush (Junkie XL Remix) (4:44)

## Ontvangst
| Beoordeeld door                     | Platform      | Datum            | Score |
| ----------------------------------- | ------------- | ---------------- | ----- |
| Cheat Code Central                  | GameCube      | november 2006    | 86%   |
| PC Games (Duitsland)                | Windows       | 5 december 2006  | 81%   |
| N-Zone                              | Wii           | 16 februari 2007 | 80%   |
| GamerDad                            | Wii           | 5 december 2006  | 80%   |
| PlayFrance                          | PlayStation 2 | 24 november 2006 | 80%   |
| 4Players.de                         | PlayStation 3 | 2 maart 2007     | 75%   |
| Deaf Gamers                         | PlayStation 3 | 2007             | 74%   |
| MacNN                               | Macintosh     | 26 december 2007 | 70%   |
| Digital Press - Classic Video Games | Wii           | 31 december 2006 | 70%   |
| Factornews                          | Xbox 360      | 14 december 2006 | 50%   |

## Trivia
- De plattegrond van Carbon keert terug in Need for Speed: World
- De Nintendo DS versie heeft circuits gekopieerd en aangepast van oudere Need for Speed spellen.
- Op de politieradio wordt de naam Clarence Callahan (Razor) genoemd. Razor werd opgepakt aan het einde van Most Wanted.

The Need for Speed · II · III: Hot Pursuit · Road Challenge · Porsche 2000 · Hot Pursuit 2 · Underground · Underground 2 · Underground Rivals · Most Wanted (2005) · Carbon · Pro Street · Undercover · Nitro · Shift · World · Hot Pursuit (2010) · Shift 2: Unleashed · The Run · Most Wanted (2012) · Rivals · Need for Speed · Payback · Heat · Unbound